# Avalkandalli, Yelandur
Avalkandalli là một làng thuộc tehsil Yelandur, huyện Chamarajanagar, bang Karnataka, Ấn Độ.